# Résonance magnétique nucléaire de corrélation
La résonance magnétique nucléaire de corrélation (RMN de corrélation) est un ensemble de multiples procédés exploitant la corrélation, c'est-à-dire les interactions, entre plusieurs spins. Contrairement à ce que l'on pense habituellement, la RMN de corrélation n'est pas un synonyme de RMN en deux dimensions. En fait, le nombre de dimensions n'a aucun rapport avec la corrélation des spins. Il est cependant vrai que la plupart des RMN de corrélation se pratiquent en deux dimensions car c'est dans ce cas qu'elles livrent le plus d'informations. On a donc l'habitude de considérer qu'une expérience dont le nom ne porte pas d'indication particulière est, par défaut, une expérience en deux dimensions ; par exemple, une expérience COSY est une expérience bidimensionnelle alors qu'une COSY-1D est son équivalent en une seule dimension et qui peut être menée en haute résolution.